# Symphyllophyton campos-portoi
Symphyllophyton campos-portoi är en gentianaväxtart som beskrevs av Ernest Friedrich Gilg och Benedict. Symphyllophyton campos-portoi ingår i släktet Symphyllophyton och familjen gentianaväxter. Inga underarter finns listade i Catalogue of Life.